# 法拉盛大道車站 (IND跨城線)
法拉盛大道車站（英語：Flushing Avenue station）是紐約地鐵IND跨城線的一個地鐵站，位於布魯克林貝德福德-斯圖弗森和威廉斯堡法拉盛及聯合/馬爾西大道的交界，設有G線（任何時候停站）列車服務。

## 車站結構
| G        | 街道層             | 出入口                                    |
| M        | 夾層               | 往出入口、車站詢問處、MetroCard自動售票機 |
| P 月台層 | 側式月台，右側開門 | 側式月台，右側開門                        |
| P 月台層 | 北行               | 往法庭廣場（百老匯）                      |
| P 月台層 | 南行               | 往教堂大道（默特爾-威爾勞夫比大道）       |
| P 月台層 | 側式月台，右側開門 |                                           |

此地下車站在1937年7月1日，作為跨城線由納蘇大道延長至霍伊特-歇爾美角街啟用。此站設有兩個側式月台和兩條軌道。

## 外部連結
- nycsubway.org—IND Crosstown: Flushing Avenue
- Station Reporter — G Train
- The Subway Nut — Flushing Avenue Pictures （页面存档备份，存于）
- Flushing Avenue entrance from Google Maps Street View
- Platform from Google Maps Street View